# Most Kosmonautů
Most Kosmonautů je most na silnici II/156, jeden ze čtyř silničních mostů přes Malši v Českých Budějovicích. Byl postaven v letech 1960–1.

## Popis
Most byl postaven v letech 1960–1961 jako železobetonový na místě staršího mostu. Jeho délka je 44,8 m. Převádí přes Malši městský okruh – Mánesovu ulici (silnici II/156). Most má tři jízdní pruhy a oboustranné chodníky, pod mostem prochází podél řeky cyklostezky.

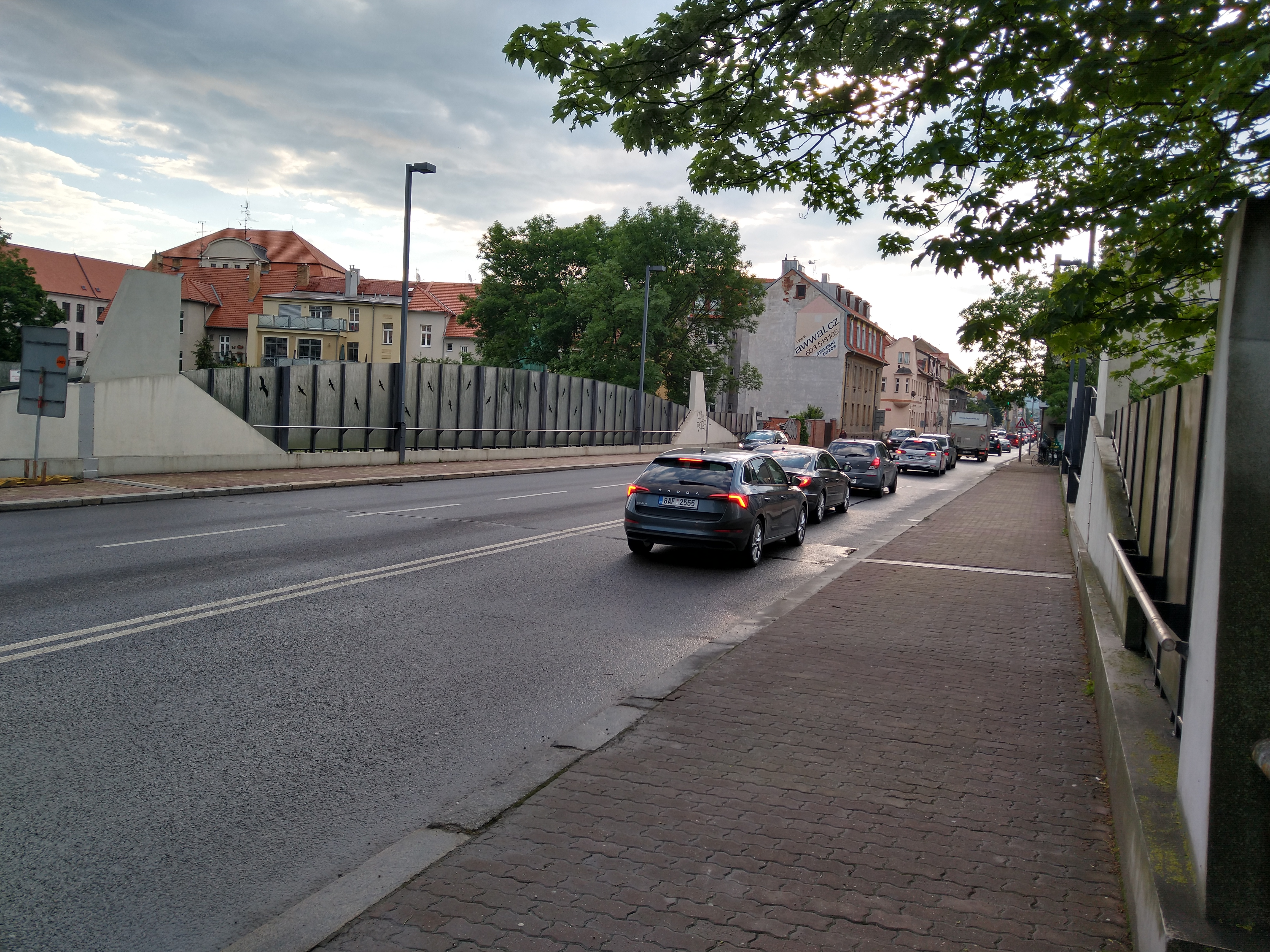
Mánesova ulice na mostě Kosmonautů

Při mimořádné kontrole v roce 2022 byl zjištěn zhoršující se stav mostu. Na základě prohlídky byla snížena zatížitelnost z 32 na 23 tun. V květnu 2023 vyhlásil Jihočeský kraj dvoufázovou otevřenou projektovou architektonickou soutěž o návrh mostu, který nahradí stávající most.
Po proudu následuje Krumlovský most, proti proudu Modrý most.